# Walter Pérez (lekkoatleta)
Walter Pérez Soto (ur. 1 listopada 1924 w Montevideo, zm. 30 grudnia 2009 w Limie) – urugwajski lekkoatleta specjalizujący się w biegach sprinterskich, uczestnik letnich igrzysk olimpijskich w Londynie (1948).
W latach 1943 (w Santiago) i 1945 (w Montevideo) dwukrotnie zdobył srebrne medale mistrzostw Ameryki Południowej w biegu na 100 metrów. Podczas olimpiady w 1948 r. w Londynie startował w trzech konkurencjach sprinterskich: w biegu na 100 i 200 metrów oraz w sztafecie 4 × 100 metrów, we wszystkich trzech odpadając w rundach kwalifikacyjnych.
Był kilkukrotnym rekordzistą kraju w biegach na 100 i 200 metrów. 
W 1984 r. pełnił funkcję kierownika reprezentacji Urugwaju podczas igrzysk olimpijskich w Los Angeles.
Rekordy życiowe:
- bieg na 100 metrów – 10,4 (1943)
- bieg na 200 metrów - 21,5 (1944)